# Aedes fontenillei
Aedes fontenillei är en tvåvingeart som beskrevs av Goff, Bousses och Jacques Brunhes 2007. Aedes fontenillei ingår i släktet Aedes och familjen stickmyggor.
Artens utbredningsområde är Madagaskar. Inga underarter finns listade i Catalogue of Life.